# Aguas de las Cuencas Mediterráneas
ACUAMED és el nom amb què es coneix la societat estatal espanyola Aguas de las Cuencas Mediterráneas, S.A.

## Característiques

### Legislació
Actualment, aquesta societat depèn directament del Ministeri d'Agricultura, Alimentació i Medi Ambient d'Espanya. Mitjançant el Reial decret Llei 2/2004, de 18 de juny de 2004, es va modificar la Llei 10/2001 (5 de juliol de 2001), del Pla Hidrològic Nacional establint la derogació – entre altres – de l'article 13 de la mateixa, posteriorment recollit en la Llei 11/2005 (22 de juny de 2005). Aquesta derogació va afectar de ple la Sociedad Estatal Infraestructuras del Transvasament S.A., que va canviar la seva denominació social per la d'Aguas de las Cuencas Mediterraneas S.A (Acuamed). També es va modificar la seva tutela en favor del Ministeri de Medi Ambient (en l'actualitat, Ministeri d'Agricultura, Alimentació i Medi Ambient), d'acord amb el recollit en l'article 176.1 de la Llei 33/2003, de 27 de novembre, del Patrimoni de les Administracions Públiques.

### Objectius
L'objecte social d'Aguas de las Cuencas Mediterráneas S.A (Acuamed), segons acord del Consell de Ministres de 22 de juliol de 2005, consisteix en: 
| « | la contratación, construcción, adquisición y explotación de toda clase de obras hidráulicas y, en especial, de aquellas obras de interés general que, en cumplimiento de lo dispuesto en la Ley 11/2005, por la que se modifica la Ley del Plan Hidrológico Nacional, se realicen en sustitución de las previstas en su día para la transferencia de recursos hídricos. La gestión de los contratos para los estudios, proyectos, construcción, adquisición o explotación de las obras citadas en el párrafo primero, así como el ejercicio de aquellas actividades preparatorias, complementarias o derivadas de las anteriores. El objeto social podrá realizarse directamente o mediante la participación en el capital de las sociedades constituidas o que pudieran constituirse con alguno de los fines señalados en los apartados anteriores. | » |

 El seu capital social ascendeix a 1.530 milions d'euros i està totalment subscrit i desemborsat per l'Estat espanyol, únic soci fundador i titular de totes les accions que l'integren.
Aguas de las Cuencas Mediterráneas S.A (Acuamed) és per tant el principal instrument del Ministeri d'Agricultura, Alimentació i Medi Ambient per al desenvolupament del Programa d'actuacions a les conques mediterrànies. Aquestes actuacions d'interès general es realitzen en l'àmbit de les següents conques hidrogràfiques: Segura, Xúquer, Ebre, Conca Mediterrània Andalusa i Conques Internes de Catalunya. Les actuacions del Programa estatal per a les conques mediterrànies encomanades a la societat Aguas de las Cuencas Mediterráneas S.A (Acuamed) superen el centenar i busquen tres objectius principals: incrementar els recursos hídrics, millorar la gestió de l'aigua i restaurar el medi ambient. Aquestes actuacions aporten més de 1.000 hectòmetres cúbics de nous recursos hídrics disponibles anualment amb plena garantia, des de Màlaga a Girona.
El procés més habitual utilitzat per Aguas de las Cuencas Mediterráneas S.A (Acuamed) per a aconseguir aigua, on n'hi ha escassetat, és la dessalació, una alternativa per a garantir el subministrament d'aigua independentment de les condicions meteorològiques. La dessalació és un procés pel qual l'aigua de mar pot convertir-se en un recurs hídric perfectament aprofitable, tant per al proveïment humà com per al reg i usos industrials. Els grans avenços tecnològics han propiciat que el mètode d'osmosi inversa sigui el més utilitzat i estès a tot el món. Gràcies a la dessalació, s'han resolt greus problemes de falta d'aigua als cinc continents. En l'actualitat, es produeixen més de 63 milions de metres cúbics al dia d'aigua dessalada a tot el món, amb què n'hi hauria prou per a proveir una població de més de 150 milions d'habitants.
A més, la societat estatal Aguas de las Cuencas Mediterráneas S.A (Acuamed) desenvolupa també actuacions relacionades amb la modernització de sistemes de regadiu, la prevenció d'inundacions i la preservació i restauració del medi ambient.

## Cas de corrupció
El 18 de gener de 2016, es va saber que tretze persones, entre les quals el director general de la companyia, Arcadio Mateo del Puerto, i la responsable d'Enginyeria i Construcció, María Gabriela Mañueco, havien estat detingudes en una operació contra una trama corrupta de contractes d'aigua amb diversos milions d'euros defraudats per mitjà de contractes irregulars amb empreses, segons estimacions de la Guàrdia Civil. El Govern va destituir el director general d'Acuamed detingut. Les primeres detencions van afectar també directius de diverses constructores espanyoles, entre ells Miguel Jurado, president de FCC Construcción, Justo Vicente Pelegrini, director general de l'àrea de Construcció d'Acciona Infraestructuras, i Nicolás Steegmann, president i conseller delegat d'Altyum.
En els dies següents, va dimitir el sotssecretari de Presidència del Govern, Federico Ramos d'Armes, després d'haver-se vist relacionat amb el cas Acuamed. Ramos era considerat per alguns mitjans de comunicació com la mà dreta de la vicepresidenta del Govern, Soraya Sáenz de Santamaría.
El 16 de desembre de 2016, es va informar que Aguas de las Cuencas Mediterráneas S.A (Acuamed), l'empresa pública estatal encarregada de descontaminar el pantà de Flix, reconeixia que, un any després de donar per acabada la neteja, hi havia deixat per recollir 150.000 tones de fang contaminat, un 15% del total del llot que havia de recollir.